# Вюндеринк, Руф
Ру́лоф Пи́тер Я́н (Руф) Вю́ндеринк (нидерл. Roelof Pieter Jan "Roef" Vunderink; 2 августа 1902, Амстердам — 21 августа 1985, Амстердам) — нидерландский футболист, игравший на позиции полузащитника, выступал за амстердамский «Аякс».
Более 40 лет проработал в структуре клуба «Аякс», занимал должности второго казначея (1933—1943), второго секретаря клуба (1943—1955), комиссара профессионального футбола (1955—1958), администратора команды.

## Карьера
С 13 лет Рулоф числился в футбольном клубе «Аякс», выступал за юношескую команду. Помимо футбола, он ещё играл за крикетную команду «Аякса».  Его брат также был членом клуба; Пит сыграл в основе 15 матчей, дебютировав в 1925 году.

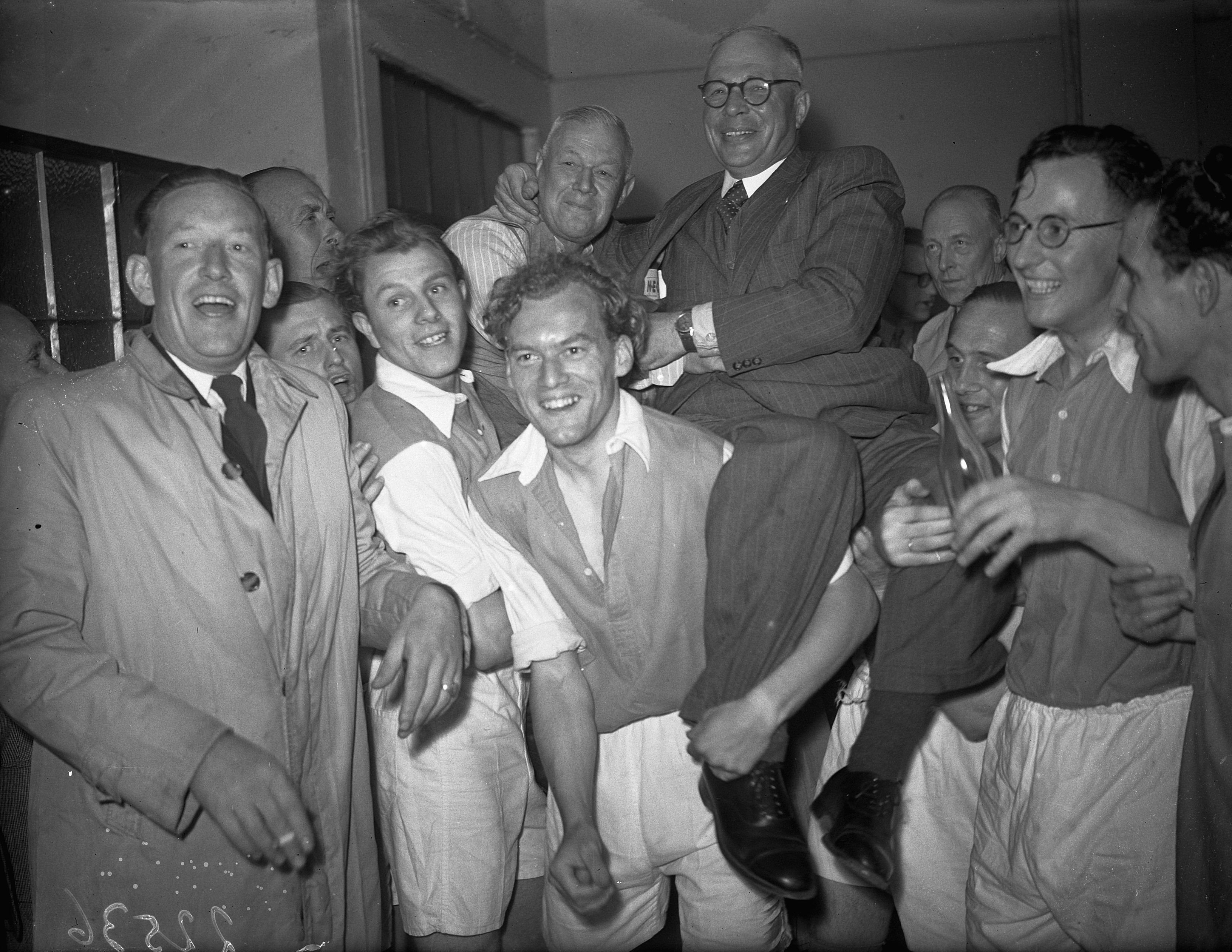
«Аякс» празднует победу в чемпионате в июле 1947 (Вюндеринк крайний слева)

За основной состав Руф провёл только два официальных матча. 19-летний полузащитник впервые сыграл за «красно-белых» в товарищеском матче с бельгийским клубом «Даринг», состоявшемся 28 августа 1921 года.
Официально Вюндеринк дебютировал 11 декабря в матче 9-го тура чемпионата против ХБС, завершившемся победой амстердамцев — 3:2. В последний раз за «Аякс» он сыграл 19 февраля 1922 года против клуба ВВА.
Летом 1925 года Руф вошёл в комитет клуба, куда также вошли Гротмейер, Клювен и Вестерик. В 1933 году он получил в клубе должность второго казначея и оставался им вплоть до 1943 года, когда его заменил Ферри Дюккер. Затем работал вторым секретарём и комиссаром профессионального футбола.
В августе 1955 года, в честь 40-летнего членства в клубе Вюндеринк получил в подарок памятную тарелку. В 1960-е годы он был функционером и администратором команды. Является почётным членом «Аякса».

## Личная жизнь
Руф родился в августе 1902 год в Амстердаме. Отец — Алберт Ян Вюндеринк, был родом из Эпе, мать — Герардина Кристины ван Тол, родилась в Харлеммермере. Родители поженились в апреле 1901 года в Амстердаме — на момент женитьбы отец был торговцем сухарями. В их семье был ещё младший сын Питер, родившийся в 1905 году.

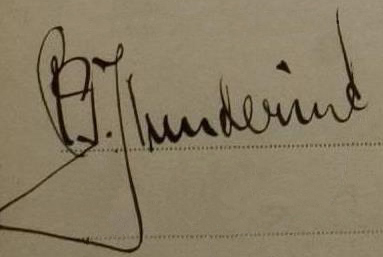
Автограф Вюндеринка, оставленный им в день бракосочетания

Женился в возрасте двадцати трёх лет — его супругой стала 24-летняя Йоханна Мария ван Гелдерен, дочь огранщика алмазов из Амстердама. Их брак был зарегистрирован 11 марта 1926 года в Амстердаме. Братья его супруги тоже были членами «Аякса» и играли за резервные команды. В феврале 1928 года в их семье родилась дочь, которую назвали Герардина Христина. Через три года родилась вторая дочь Аннеке. Супруга умерла 17 сентября 1976 года в возрасте 78 лет.
Умер 21 августа 1985 года в Амстердаме в возрасте 83 лет. Он был похоронен на семейном кладбище на Де Ньиве Остер.